# Réserve naturelle de Nigula
La réserve naturelle de Nigula (Nigula looduskaitseala en estonien) est une réserve naturelle du Sud-Ouest de l'Estonie, située dans le comté de Pärnu. Elle couvre 63,98 km2. La réserve, créée pour protéger le marais de Nigula et les forêts environnantes, est la première réserve naturelle établie spécifiquement pour protéger un marais en Estonie,.

## Écologie
Le marais de Nigula se situe au centre de la réserve. Il s'agit d'un marais typique de l'Ouest de l'Estonie, d'une taille d'environ 30 km2, avec une végétation basse. Le marais est constitué d'un plateau central et de plans inclinés, particulièrement visibles depuis l'Ouest (environ 3 mètres de dénivelé). Cinq îles sont visibles dans le marais et abritent une végétation riche, vestige du climat atlantique d'il y a 5 à 6 000 ans.
Le marais lui-même abrite de nombreux oiseaux typiques des milieux humides, jusqu'à 500 couples/km². La forêt qui entoure le marécage abrite plusieurs grands carnivores (ours brun, loup, lynx) et autres animaux de grande taille (élan, cerf, sanglier). Le marais constitue une étape migratoire pour plusieurs milliers d'oiseaux chaque année. Depuis 1979, la réserve de Nigula est considérée zone d'importance aviaire internationale,.
Avec la zone des tourbières septentrionales (Ziemelu purvi) lettone voisine, la réserve de Nigula constitue un ensemble complexe de zones humides abritant de nombreuses espèces d'oiseaux et de plantes rares, vulnérables ou en danger. 
Par ailleurs, le complexe joue un rôle important dans la régulation des flux aquatiques de la région, en stockant l'eau de ruissellement.
Ensemble, les deux réserves sont reconnues sous l'appellation de "Site Ramsar transfrontière de la Livonie septentrionale".
Les canneberges sont communes dans l'ensemble de la réserve depuis 1965, et ont fait l'objet de plusieurs études. Elles sont d'ailleurs devenues le symbole de la réserve,.

## Chronologie
En 1957, la réserve de Nigula est la première réserve naturelle créée en Estonie pour protéger un marais. 
En 1979, la population aviaire fait l'objet d'une protection particulière.
En 1991, la réserve se dote de sa propre administration indépendante.
En 1997, elle est désignée zone Ramsar.
En 2005, elle intègre le réseau Natura 2000.
En 2007, elle rejoint la réserve lettone voisine pour créer le Site Ramsar transfrontière de la Livonie septentrionale.

## Tourisme
La réserve dispose d'un petit parking, de deux tours d'observation et de sentiers en planches (un sentier de randonnée et un sentier éducatif). Il est strictement interdit de nager ou de s'éloigner du sentier,.